# Gudenå
Gudenå är Danmarks längsta vattendrag, med en längd på 158 kilometer. Dess avrinningsområde 2 643 km². Gudenå genomströmmar östra delen av mellersta Jylland. 

## Sträckning
Ån har sin källa i Tinnet krat, på gränsen mellan Vejle i Region Syddanmark och Hedensted i Region Mittjylland. Den rinner sedan genom Horsens kommun till sjön Mossø. Från Mossø flyter den vidare genom Skanderborgs kommun till Birksø vid Ry, där den förenas med Knudå, därefter vidare till Julsø. Från Julsø går ån genom Silkeborgs kommun, genom staden Silkeborg och sjön Tange Sø i Viborgs kommun. Från Tange Sø förbi Bjerringbro och Ulstrup i Favrskovs kommun, vidare in i Randers kommun förbi Langå till staden Randers där den mynnar ut i Randersfjorden, en lång arm in i landet från Kattegatt.
Större tillflöden till Gudenå är Mattrup Å, Knudå, Alling Å, Tange Å (genom Tange Sö) och Lilleå. Fem kilometer före mynningen i Randers tillflyter Nørreå.

## Mänsklig historia
Vid bland annat Gudenås övre lopp har man påträffat boplatser efter en inlandsbefolkning som levat på fiske och jakt även efter "den neolitiska revolutionen", alltså även sedan jordbruket blivit allmänt på Jylland.
Vid ån har det förekommit betydande fiske. Fiskegårdar finns omnämnda sedan 1351. Arbeten på fördjupa och rensa vattendraget förekom från början av 1800-talet och därefter förekom transporter med pråm på ån.

### Vattenkraft
Vattnet i Gudenå har använts för kraftändamål (för att driva kvarnar eller producera el) på över 150 ställen. I de flesta fallen är anläggningarna inte längre i drift. Danmarks största vattenkraftverk, Tangeværket, ligger vid ån och dämmer upp Tange sø, som är Danmarks enda vattenkraftsdamm. Den, och flera andra vattenkraftverk i Danmark, byggdes i strax efter första världskriget då tillgången på fossila bränslen skurits av. Bland andra anläggningar som utnyttjat ån finns Vestbirk vandkraftværk, Vilholt mølle, Klostermølle, Rye mølle och Silkeborg papirfabrik.